# فرودگاه گرنوبل–ایزره
فرودگاه گرنوبل-ایزره (به انگلیسی: Grenoble-Isère Airport) (به زبان بومی: Aéroport de Grenoble-Isère) یک فرودگاه است که یک باند فرود و طول باند آن ۳۰۵۰ متر است. این فرودگاه در شهر گرونوبل کشور فرانسه قرار دارد.